# Le sorprese del divorzio (film 1923)
Le sorprese del divorzio è un film del 1923 diretto da Guido Brignone.

## Trama
« Un grande romanziere fugge in cerca di quiete in riviera, per non assistere alla rovina di un suo romanzo ridotto per la scena da uno impresario ostinato e colà s'incontra e s'innamora, senza saper chi essa sia, della moglie dell'impresario. Costei, scoperta la relazione di suo marito con la prima attrice della compagnia, chiede il divorzio e sposa il grande autore di romanzi, del quale si è perdutamente innamorata. Ma il nuovo marito non resta indifferente al fascino della prima attrice e la moglie lo sorprende, nel camerino della rivale, mentre i due si baciano, la sera che la commedia ha ottenuto un grande successo. Delusa, la donna non trova altra via d'uscita che chiedere un secondo divorzio e ritornare a vivere con il primo marito. Non sono ancora
trascorse ventiquattr'ore da quest'ultima decisione, che un nuovo divorzio si profila all'orizzonte e l'amore tormentato fra la donna e l'autore trionfa.».

## Produzione
Tratto dalla commedia Les surprises du divorce (1909) di Alexandre Charles Auguste Bisson (1848-1912) e Antony Mars (1862-1915), il film ottenne il visto censura n. 18409 il 30 giugno 1923. Presentato al Gran concorso internazionale del cinema di Torino, svoltosi in quell'anno, fu premiato con medaglia d'oro. Lo stesso regista ne ha girato anche una versione sonora, per conto della Scalera Film nel 1939.

## Critica

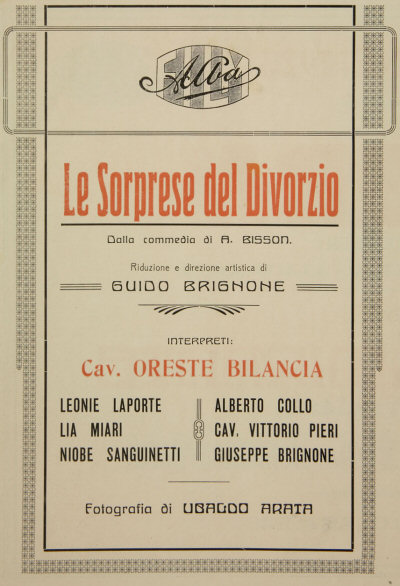
Flano cinematografico su una rivista dell'epoca

Elle. Gi. in La vita cinematografica del 15 dicembre 1923: «La commedia di A. Bisson non è una pochade: è una commedia allegra, un po' scapigliata, di quelle che prelusero alle pochades, ma tale ancora da rifuggire da tutte le volgarità, le scurrilità e le scempiaggini di esse. Di quelle produzioni, all'ascoltar le quali una donna non è costretta ad arrossire, un uomo a trovarsi a disagio di fronte alle signore, ed ambedue a disgustarsi. Non è neppure una farsa, dalla quale, anzi, è ben lontana, rifuggendo dai lazzi e dalle buffonerie. Ridotta in film, l'inscenatore e forse, più il direttore artistico dell'Alba, ha voluto, invece, fare una completa farsa, con intonazioni posciadesche. per quanto avrebbe potuto permettere la censura che, cinematograficamente, in questo campo è assai esigente. [...] Nel film... forse si è troppo pensato che il cinematografo è la volgarizzazione dell'arte e della letteratura, e si è esagerato nel... volgarizzare, fino a raggiungere, qua e là, situazioni completamente fuori posto - diciamo così - nelle scene e nelle diciture. Si è voluto strafare in qualche punto, aggiungendo un po' di pepe alla commedia; ma si vede che ii pepe non era di prima qualità... [...]».
A. Bruno in Il Roma della domenica del febbraio 1924: «[...] Commedia prettamente teatrale, con intrecci e trovate complicate e graziosissime [...] Compito difficilissimo, quindi, era quello della riduzione cinematografica facendone risaltare, come meglio era possibile, le grandi arguzie come le graziose sfumature. Questa meta si prefisse Guido Brignone - direttore del film - e l'ha raggiunta [...]. Abbiamo da rilevare soltanto un difetto originario insopprimibile in simili lavori scritti pel teatro: quello di un po' d'imbroglio generale per le situazioni troppo complicate; situazioni che esigono spesso il concorso di didascalie - spiritose, naturalmente - che se fanno ridere. non sono per questo molto desiderabili. Oreste Bilancia ha impersonato la figura di Duval con la sobrietà e buon gusto che sono abituali ad ogni sua interpretazione. Lia Miari, attraente. Niobe Sanguinetti, spigliata. A Leonie Laporte non diamo affatto la nostra approvazione perché le sue interpretazioni sguaiate non ci sono mai piaciute[...]».